# Gran Premi dels Països Baixos del 1961
Resultats del Gran Premi dels Països Baixos de Fórmula 1 de la temporada 1961, disputat al Circuit de Zandvoort, el 22 de maig del 1961.

## Resultats
| Pos | No | Pilot                   | Equip           | Voltes | Temps/ Retirada  | Pos. de sortida | Punts |
| --- | -- | ----------------------- | --------------- | ------ | ---------------- | --------------- | ----- |
| 1   | 3  | Wolfgang von Trips      | Ferrari         | 75     | 2h 01' 52. 1     | 2               | 9     |
| 2   | 1  | Phil Hill               | Ferrari         | 75     | + 0.9 s          | 1               | 6     |
| 3   | 15 | Jim Clark               | Lotus - Climax  | 75     | + 13.1 s         | 11              | 4     |
| 4   | 14 | Stirling Moss           | Lotus - Climax  | 75     | + 22.2 s         | 4               | 3     |
| 5   | 2  | Richie Ginther          | Ferrari         | 75     | + 22.3 s         | 3               | 2     |
| 6   | 10 | Jack Brabham            | Cooper - Climax | 75     | + 1' 20.1 min.   | 7               | 1     |
| 7   | 12 | John Surtees            | Cooper - Climax | 75     | + 1' 26.7 min.   | 9               |       |
| 8   | 4  | Graham Hill             | BRM - Climax    | 75     | + 1' 29.8 min.   | 5               |       |
| 9   | 5  | Tony Brooks             | BRM - Climax    | 74     | + 1 Volta        | 8               |       |
| 10  | 7  | Dan Gurney              | Porsche         | 74     | + 1 Volta        | 6               |       |
| 11  | 6  | Jo Bonnier              | Porsche         | 73     | + 2 Voltes       | 12              |       |
| 12  | 11 | Bruce McLaren           | Cooper - Climax | 73     | + 2 Voltes       | 14              |       |
| 13  | 16 | Trevor Taylor           | Lotus - Climax  | 73     | + 2 Voltes       | 16              |       |
| 14  | 8  | Carel Godin de Beaufort | Porsche         | 72     | + 3 Voltes       | 17              |       |
| 15  | 9  | Hans Herrmann           | Porsche         | 72     | + 3 Voltes       | 13              |       |
| NVS | 17 | Masten Gregory          | Cooper - Climax |        | Cotxe de reserva |                 |       |
| NVS | 18 | Ian Burgess             | Lotus - Climax  |        | Cotxe de reserva |                 |       |

## Altres
- Pole: Phil Hill 1' 35. 7

- Volta ràpida: Jim Clark 1' 35. 5 (a la volta 7)